# الحجفة (ناطع)

تعديل مصدري - تعديل

الحجفة هي إحدى قرى عزلة بارماد بمديرية ناطع التابعة لمحافظة البيضاء، بلغ تعداد سكانها 242 نسمة حسب تعداد اليمن لعام 2004.